# Tridactyle fusifera
Tridactyle fusifera är en orkidéart som beskrevs av Rudolf Mansfeld. Tridactyle fusifera ingår i släktet Tridactyle och familjen orkidéer. Inga underarter finns listade i Catalogue of Life.